# Борисенко Костянтин Степанович
Борисенко Костянтин Степанович (17(30). 10. 1905, с. Авдотьїне, нині у складі Донецька — 1 жовтня 1975, Київ) — фахівець у галузі гірничої механіки. Кандидат технічних наук (1935), доцент (1938). Чл.-кор. АН УРСР (1961).
Сфера наукових зацікавленостей: робочий процес пневматичних двигунів гірничих машин, причини вибухів у компресорних установках, заходи для їх усунення. На основі його досліджень ротаційні компресори замінені компресорами поршневого типу.

## З біографії
Після закінчення школи працював чорноробом і підручним слюсаря Петровського рудника (1921—1923).
Закінчив Донецький гірничий інститут (1923—1928).
Після отримання вищої освіти працював завідувачем механізації двох шахт Боківського рудоуправління (1928—1930).
З 1930 р. — аспірант Донецького гірничого інституту та доцент кафедри гірничої механіки, начальник навчальної частини (1936—1938), заст. директора цього інституту з навчальної та наукової роботи (1938—1941). Дисертацію кандидата технічних наук захистив у 1935 р.
У 1937—1958 рр.  працював у Донецькому індустріальному інституті (в тому числі директором (1943—1952).
Від 1958 — в Інституті гірничої справи АН УРСР, Донецьк (згодом Інститут гірничої механіки і технічної кібернетики, з 1977 — НДІ гірничої механіки імені М. М. Федорова), директор інституту, завідувач лабораторією (від 1964).
У 1959 р. обраний членом-кореспондентом АН УРСР.

## Творчий доробок
- Опытное исследование рудничных вентиляторных установок Донбасса. Д., 1935 (співавт.);
- Пневматические двигатели горных машин. Москва, 1958;
- Горная механика для горных специальностей. Москва, 1960; Горная механика: Учеб. пособ. Москва, 1962;
- Взрывы в компрессорных установках. К., 1973.